# Musikåret 1985

## Händelser

### Januari
- 8 januari – Hundratusentals personer valfärdar till Elvis Presleys grav på Graceland på den dag, som om han levt varit hans 50-årsdag.[1]
- 28 januari – Flertalet skivartister går samman under gruppnamnet USA for Africa, bland dem Ray Charles, Bob Dylan, Michael Jackson, Billy Joel, Cyndi Lauper, Steve Perry, Kenny Loggins, Willie Nelson, Lionel Richie, Smokey Robinson, Kenny Rogers, Diana Ross, Paul Simon, Bruce Springsteen, Huey Lewis, Tina Turner, Sheila E., Harry Belafonte, Lindsey Buckingham, Kim Carnes, Dionne Warwick, Waylon Jennings, Bob Geldof och Stevie Wonder, för att sjunga in sången "We Are the World" på skiva.[2]

### Mars
- Mars – Den svenska popgruppen Gyllene Tider splittras.

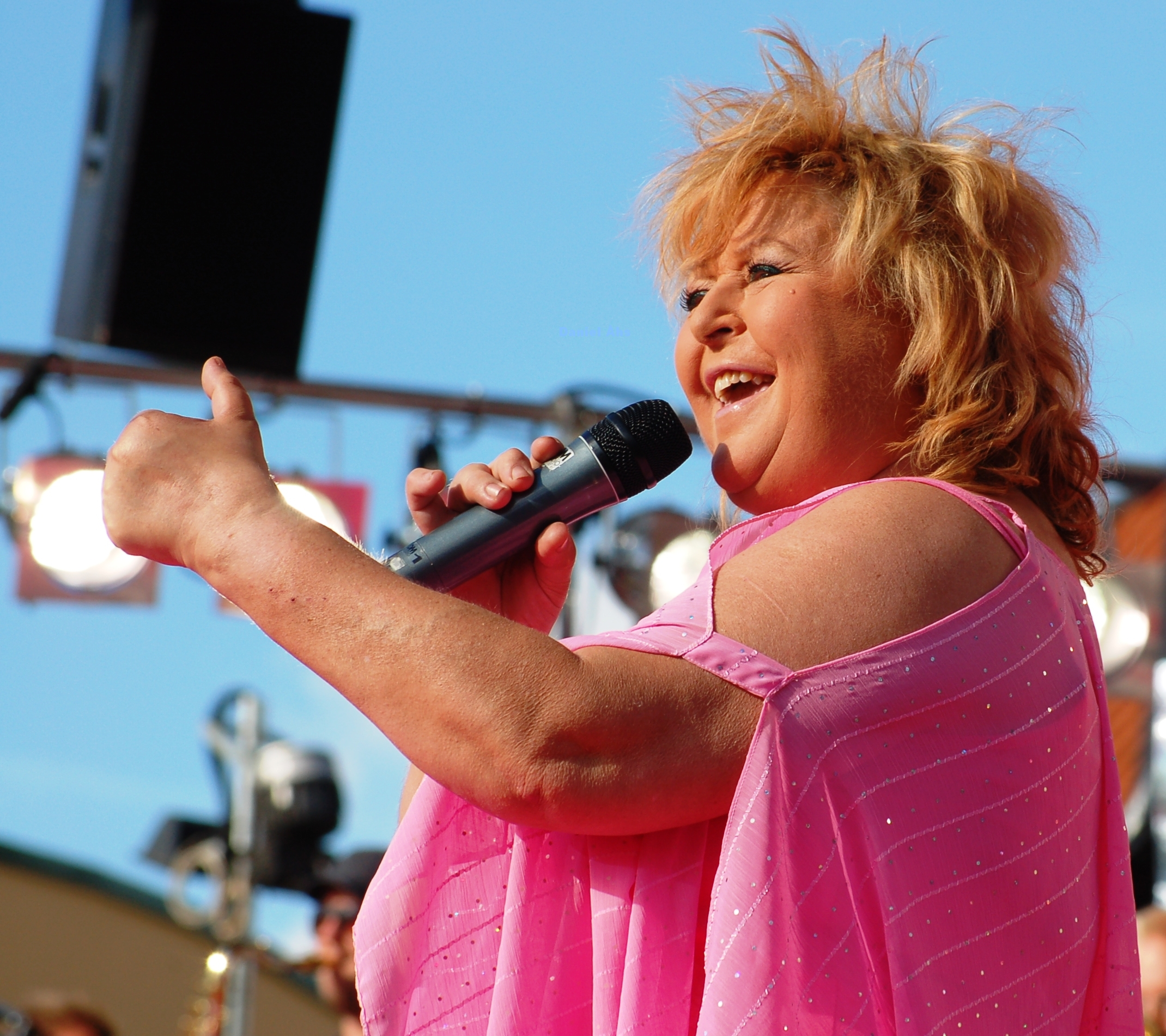
Kikki Danielsson.

- 2 – Kikki Danielssons låt Bra vibrationer vinner den svenska uttagningen till Eurovision Song Contest i TV-huset i Malmö.[3]
- 27 mars – Sydafrikas radio South African Broadcasting Corporation bannlyser Stevie Wonders låtar då han tillägnar den Oscar han vunnit föregående kväll till Nelson Mandela.[4]
- 28 mars – En vaxdocka föreställande Michael Jackson avtäcks vid Madame Tussaud's vaxmuseum i London i England, Storbritannien.[5]
- 30 – Bobbysocks låt La det swinge vinner den norska uttagningen till Eurovision Song Contest.[6]

### April
- 10 april – Madonna inleder sin första konsertturné, The Virgin Tour (efter hennes album Like a Virgin) in Seattle i Washington, USA.[7]
- 11 – Frankie Goes to Hollywood gör sin första och enda spelning i Sverige och Eriksdalshallen.

### Maj

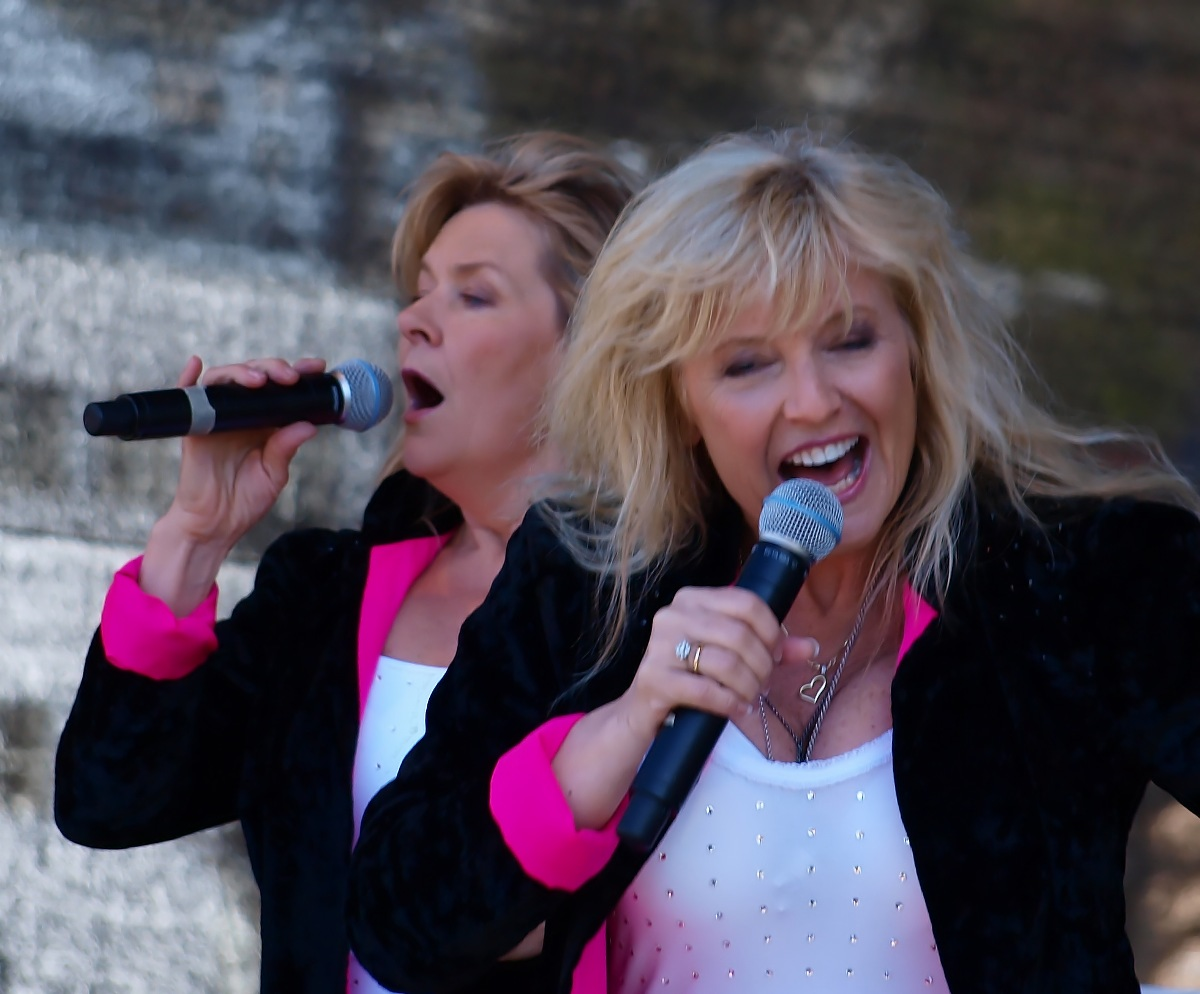
Bobbysocks.

- 4 – Bobbysocks låt La det swinge vinner Eurovision Song Contest i Scandinavium i Göteborg för Norge.[8] Lill Lindfors leder programmet, och uppmärksammas för sitt trick med kjolen.[9]

### Juni

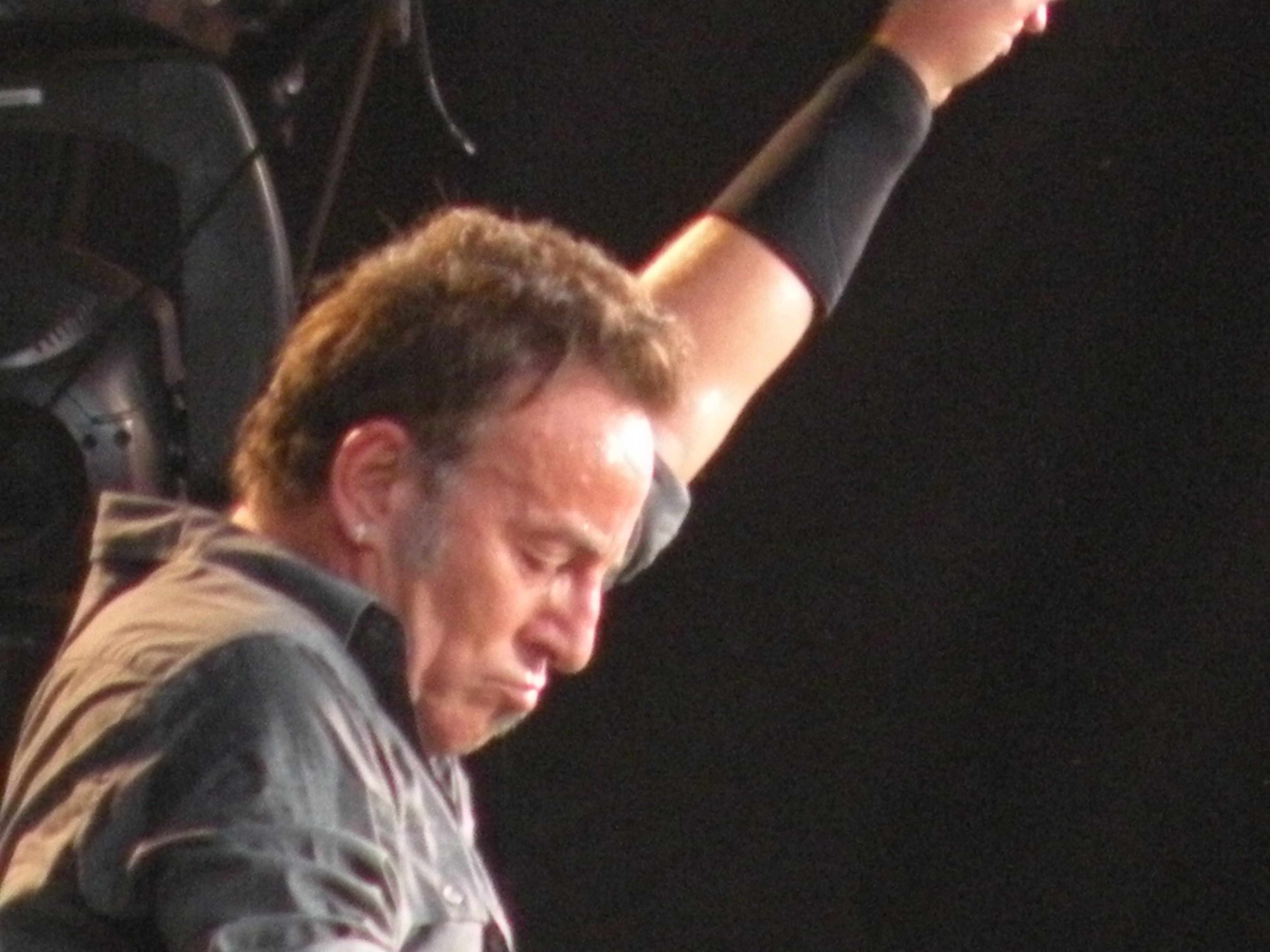
Bruce Springsteen.

- 8-9 – Bruce Springsteen ger två omskrivna konserter på Ullevi[10], vilket får stadions konstruktion att nästan kollapsa.
- 26 juni – I Sverige överlämnar statliga Psalmbokskommittén ett förslag till ny psalmbok för Svenska kyrkan, där 325 sånger är gemensamma med andra trossamfund.[1]

### Juli
- 13 – Välgörenhetskonserten Live Aid i London och Philadelphia sänds i TV över världen.[11] Huvudrubrikerna är främst koncentrerad till återföreningen av Led Zeppelin, som inte spelat ihop sedan bandet upplöstes 1980.[12]

### Augusti
- 24 augusti – SR P3 börjar sända dansbandsprogrammet I afton dans.[13]

### September
- 6 september – Michael Jackson köper utgivningsrättigheterna för den mesta av Beatles musik för $47 miljoner, före Paul McCartney.[14]
- 8 september – Malmö konserthus invigs av Sveriges kulturminister Bengt Göransson, och 60-årsjubilerande Malmö symfoniorkester kan därmed flytta från Malmö stadsteater efter fyra decennier.[1]
- 13 september – Musikalen La cage aux Folles, med Jan Malmsjö i huvudrollen, har premiär på Malmö stadsteater.[1]

### Oktober
- 13 – Topplistan Svensktoppen i Sveriges Radio återstartas, efter att ha lagts ner 1982 [15].

den 27 oktober var Miles Davis på Olympen i Lund

### November
- 29–30 – ANC-galan på Scandinavium i Göteborg med hela den svenska rockeliten.[16]

### December
- 6 december – 100-årsminnet av Birger Sjöbergs minne firas i Vänersborg.[1]

### Okänt datum
- Guns N' Roses bildas.
- Raj Montana Band upplöses.
- Tottas bluesband upplöses.
- I Sverige varnar Svenska musikerförbundets ordförande för en framtid där musiken blir en ”dataprodukt utan insats från spelande musiker” och krav för straffskatt på syntar framförs.[17]

## Priser och utmärkelser
- Atterbergpriset – Sven-Eric Johanson
- Stora Christ Johnson-priset – Gunnar de Frumerie
- Mindre Christ Johnson-priset – Mikael Edlund
- Hambestipendiet – Fritz Sjöström
- Hugo Alfvénpriset – Norman Luboff
- Jan Johansson-stipendiet – Lasse Bagge
- Jenny Lind-stipendiet – Katarina Pilotti[1]
- Jussi Björlingstipendiet – Anders Bergström
- Medaljen för tonkonstens främjande – Hans Eppstein, Gunnar Axén och Henrik Jansson
- Norrbymedaljen – Gunnar Eriksson
- Rosenbergpriset – Jan W. Morthenson
- Spelmannen – Gotlandskvartetten och Kroumata
- Svenska Dagbladets operapris – Gösta Winbergh
- Ulla Billquist-stipendiet – Peter Tillberg

## Årets album
Vänligen sortera soloartister på efternamn, musikgrupper på förstabokstaven (utan engelskans "The" och "A")

### A – G
- AC/DC – Fly on the Wall
- Accept – Metal Heart
- A-ha – Hunting High and Low
- Elisabeth Andreasson – Elisabeth Andreasson[18]
- Anthrax – Spreading the Disease
- Arcadia – So Red the Rose
- Bad Religion – Back to the Known
- Chet Baker – Candy
- Chet Baker – Witch Doctor
- The Beach Boys – The Beach Boys
- Blind Guardian – Symphonies of Doom
- Bon Jovi – 7800 Fahrenheit
- Kate Bush – Hounds of Love
- The Clash – Cut the Crap
- Phil Collins – No Jacket Required
- Christopher Cross – Every Turn of the World
- Kikki Danielsson – Bra vibrationer
- Miles Davis – You're Under Arrest
- Morris Day – Color of Success[19]
- Dire Straits – Brothers in Arms
- Dio – Sacred Heart
- Dead or Alive – Youthquake
- Bob Dylan – Empire Burlesque
- Eurythmics – Be Yourself Tonight
- The Everly Brothers – Home Again
- The Everly Brothers – All They Had to Do Was Dream
- John Fogerty – Centerfield
- Fra Lippo Lippi – Songs
- Grave Digger – Witch Hunter

### H – R
- Grim Reaper – Fear No Evil
- Hansson de Wolfe United – Artattack
- Whitney Houston – Whitney Houston (debutalbum)
- Hüsker Dü – Flip Your Wig
- Hüsker Dü – New Day Rising
- Iron Maiden – Live After Death
- Freddie Jackson – Rock Me Tonight
- Keith Jarrett – Standards, Vol. 2
- The Jesus and Mary Chain – Psychocandy
- Elton John – Ice on Fire
- Jesse Johnson's Revue – Jesse Johnsons Revue
- Howard Jones – Dream into Action
- Björn J:son Lindh – Världen vänder
- Björn J:son Lindh och Staffan Scheja – Spirits of Europa Opus II
- Kalle Baah – Blacka Rasta
- King Kobra – Ready to Strike
- Kiss – Asylum
- Kool and the Gang – Emergency
- Ulf Lundell – Den vassa eggen
- Lustans Lakejer – Sinnenas rike
- Yngwie Malmsteen – Marching Out
- Magnum - On a storytellers night
- Marillion – Misplaced Childhood
- Megadeth – Killing Is My Business... And Business Is Good!
- Pat Metheny Group – The Falcon and the Snowman
- Midnight Oil – Species Deceases
- Modern Talking – The First Album
- Modern Talking – Let's Talk About Love
- Mötley Crüe – Theatre of Pain
- New Order – Low-life
- Nick Cave & The Bad Seeds – The Firstborn Is Dead
- Tom Paxton – One Million Lawyers and Other Disasters
- Prince – Around the World in a Day
- Propaganda – A Secret Wish
- Red Hot Chili Peppers – Freaky Styley
- R.E.M. – Fables of the Reconstruction
- Roosarna – I kväll är det party
- Todd Rundgren – A Cappella
- Rush – Power Windows

### S – Ö
- Sade – Promise
- Scritti Politti – Cupid & Psyche 85
- Simple Minds – Once Upon a Time
- The Sisters of Mercy – First and Last and Always (debut)
- Skinny Puppy – Bites
- Slayer – Hell Awaits
- The Smiths – Meat Is Murder
- Steeler – Rulin' the Earth
- Sting – The Dream of the Blue Turtles
- The Style Council – Our Favourite Shop
- Ta Mara & The Seen – Ta Mara & The Seen
- Thompson Twins – Here's to Future Days
- Tears for Fears – Songs from the Big Chair
- Trouble – The Skull
- Magnus Uggla – Collection
- Magnus Uggla – Retrospektivt collage
- Midge Ure – The Gift
- Anna Vissi – Kati Symvaini
- Tom Waits – Rain Dogs
- W.A.S.P. – The Last Command
- Lasse Wellander – Full hand
- Bobby Womack – So Many Rivers
- Neil Young – Old Ways
- Paul Young – The Secret of Association
- Zapp – New Zapp IV U

## Årets singlar och hitlåtar
Vänligen sortera soloartister på efternamn, musikgrupper på förstabokstaven (utan engelskans "The" och "A")
- A-Ha – Take on Me
- Bryan Adams – Heaven
- Bryan Adams – Summer of '69
- Baltimora – Tarzan Boy
- Bobbysocks – La det swinge/Let It Swing
- Bobbysocks – Radio
- David Bowie, Pat Metheny – This Is Not America
- Commodores – Night Shift
- Michael Cretu – "Samurai (Did You Ever Dream)"
- Kikki Danielsson – Bra vibrationer[20]
- Kikki Danielsson – Vi låser dörren in till damernas (Let's Talk it Over in the Ladies Room)[20]
- Moris Day – Oak Tree
- Dead or Alive – You Spin Me Round (Like A Record)
- Depeche Mode – Shake the Disease
- Di sma undar jårdi – Snabbköpskassörsken
- Dire Straits – Money for Nothing
- Duran Duran – A View to a Kill
- Elisabeth Andreasson – Lätta vingar
- Elisabeth Andreasson – Tissel Tassel[21]
- Elisabeth Andreasson – Ängel i natt (The Power of Love)[21]
- Eurythmics – Julia
- Eurythmics – There Must Be an Angel (Playing with My Heart)
- Falco – Rock Me Amadeus
- Flash and the Pan – Midnight man
- John Fogerty – Old Man Down the Road
- Frankie Goes to Hollywood – The Power of Love
- Aretha Franklin – Freeway of Love
- Aretha Franklin – Who's Zooming Who
- Glenn Frey – The Heat Is On
- Glenn Frey – Smuggler's Blues
- Glenn Frey – You Belong to the City
- Go West – We Close Our Eyes
- Paul Hardcastle – 19
- Freddie Jackson – Rock Me Tonight
- Freddie Jackson – You Are My Lady
- Jesse Johnson's Revue[22] – Be Your Man
- Jesse Johnsons Revue – I Want My Girl
- Howard Jones – Things Can Only Get Better
- Indochine – Canary Bay
- Katrina and the Waves – Walking on Sunshine
- Madonna – Into the Groove
- Madonna – Material Girl
- Mary Jane Girls – In My House
- Modern Talking – Cheri, Cheri Lady
- Modern Talking – You're My Heart, You're My Soul
- Eddie Murphy – Party All the Time
- Alexander O'neal – Inocent
- Opus – Live Is Life
- Orchestral Manoeuvres in the Dark – So in Love
- Dolly Parton – Real Love, Winter Wonderland/Sleigh Ride
- Pet Shop Boys – Love Comes Quickly
- Pet Shop Boys – West End Girls
- RAH Band – Clouds Across the Moon
- Ready for the World – Oh Sheila
- Lionel Richie – Say You, Say Me
- Jennifer Rush – The Power of Love
- Sandra – (I'll Never Be) Maria Magdalena
- Scotch – Delirio Mind
- Simple Minds – Alive and Kicking
- Simple Minds – Don't You (Forget About Me)
- Bruce Springsteen – Glory Days
- Strebers – Ung & arg
- Björn Skifs – Vild och vacker
- Starship – We Built This City
- Sting – If You Love Somebody (Set Them Free)
- Style Council – Shout to the Top
- Svensk rock mot apartheid – Berg är till för att flyttas
- Ta Mara & The Seen – Everybody Dance[23]
- Tears for Fears – Everybody Wants to Rule the World
- Tears for Fears – Head Over Heels
- Tears for Fears – Shout
- Thompson Twins – Don't Mess with Doctor Dream
- Thompson Twins – King for a Day
- The Time – Jungle Love
- Tina Turner – We Don't Need Another Hero
- Midge Ure – If I Was
- UAA – Sun City
- USA for Africa – We Are the World
- Wham! – Careless Whisper
- Bobby Womack – I Wish He Didn't Trust Me So Much
- Zapp – Computer Love

## Sverigetopplistan1985
| Datum                 | Låttitel                        | Artist/grupp    | Bakgrund              |
| --------------------- | ------------------------------- | --------------- | --------------------- |
| 11 januari 1985 (2v)  | Do They Know It's Christmas?    | Band Aid        | Storbritannien Irland |
| 25 januari 1985 (10v) | I Want To Know What Love Is     | Foreigner       | USA                   |
| 5 april 1985 (8v)     | We Are the World                | USA for Africa  | USA                   |
| 31 maj 1985 (4v)      | Live Is Life                    | Opus            | Österrike             |
| 26 augusti 1985 (4v)  | 19                              | Paul Hardcastle | Storbritannien        |
| 9 augusti 1985 (2v)   | A View To A Kill                | Duran Duran     | Storbritannien        |
| 23 augusti 1985 (8v)  | (I'll Never Be) Maria Magdalena | Sandra          | Tyskland              |
| 18 oktober 1985 (6v)  | Rock Me Amadeus                 | Falco           | Österrike             |
| 29 november 1985 (4v) | Take On Me                      | a-ha            | Norge                 |

## Födda
- 2 januari – Sebastian Karlsson, svensk sångare och dokusåpadeltagare.
- 20 februari – Julia Volkova, rysk sångerska, medlem i Tatu
- 21 april – Patrik Jarlestam, svensk tonsättare.
- 7 juni
  - Natalie Kadric, svensk sångerska och dokusåpadeltagare, deltog i Idol 2006.
  - Charlie Simpson, brittisk musiker.
- 2 juli – Ashley Tisdale, amerikansk skådespelare och sångerska.
- 17 september – Jimmy Jansson, svensk sångare och Fame Factory-deltagare.
- 21 september – Caroline Wennergren, svensk jazzsångare.
- 30 oktober – Emil Råberg, svensk tonsättare.
- 8 november – Jack Osbourne, amerikansk skådespelare, skivbolagsdirektör och brandman.

## Avlidna
- 19 januari – Carl Göran Ljunggren, "Karl P. Dal", 35, svensk rockartist.[1]
- 21 januari – Joel Berglund, 81, svensk operachef och hovsångare (basbaryton).[1]
- 28 februari – David Byron, 38, brittisk rocksångare, medlem i Uriah Heep.
- 20 mars – Svea Welander, 86, svensk organist och tonsättare.
- 23 mars – Zoot Sims, 59, amerikansk jazzmusiker, tenorsax.
- 19 maj – Hilding Rosenberg, 92, svensk tonsättare och dirigent.[1]
- 9 augusti
  - Stig Rybrant, 69, svensk musiker (piano), kapellmästare, musikarrangör och kompositör.
  - Fred Åkerström, 48, svensk vissångare.[1]
- 12 augusti – Kyu Sakamoto, 43 (flygkrasch) japansk musiker.
- 3 oktober – Yngve Stoor, 73, svensk musiker och sångare.[1]
- 15 november – Dorcas Norre, 74, svensk tonsättare och pianist.
- 12 december – Ian Stewart, 42 (hjärtattack), brittisk pianist.[24].
- 31 december – Ricky Nelson, 45 (flygolycka), sångare, tidigare tonårsidol.[25]

### Fotnoter
1. 1 2 3 4 5 6 7 8 9 10 11   Horisont 1985. Bertmarks
2. ↑  unattributed (undated). ”We Are The World by U.S.A. For Africa”. Songfacts. http://www.songfacts.com/detail.php?id=1560. Läst 18 april 2008.
3. ↑  ”Poplight - Melodifestivalen”. Arkiverad från originalet den 24 maj 2012. https://archive.is/20120524220031/http://poplight.zitiz.se/melodifestivalen/1985. Läst 24 maj 2012.
4. ↑  Associated Press (27 mars 1985). ”Stevie Wonder Music Banned in South Africa”. New York Times. http://query.nytimes.com/gst/fullpage.html?res=9F00E4DD1438F934A15750C0A963948260. Läst 15 juli 2008.
5. ↑  Unattributed (2005). ”Michael Jackson, 1985”. Michael Jackson in the Early 1980's. Arkiverad från originalet den 13 juni 2008. https://web.archive.org/web/20080613235221/http://www.mj-in-the-early-80s.com/1985.htm. Läst 15 juli 2008.
6. ↑  Elisabeth Andreassen fansite - Melodifestivalen Arkiverad 5 juli 2008 hämtat från the Wayback Machine.
7. ↑  Madonnatribe (undated). ”The Virgin Tour”. Arkiverad från originalet den 14 juli 2008. https://web.archive.org/web/20080714062616/http://www.ultimatemadonna.com/the_virgin_tour/. Läst 15 juli 2008.
8. ↑  ”Poplight - Eurovision Song Contest”. Arkiverad från originalet den 24 oktober 2016. https://web.archive.org/web/20161024022330/http://poplight.zitiz.se/eurovision-song-contest/1985. Läst 1 januari 2011.
9. ↑  Horisont 1985, Bertmarks förlag, sidan 106 – Norsk triumf i Melodifestivalen
10. ↑  Horisont 1985, Bertmarks förlag, sidan 136 – Bruce Springsteen avnjöts lugnt och städat
11. ↑  Horisont 1985, Bertmarks förlag, sidan 169 – Rockgala mot svält gav 400 miljoner
12. ↑  mdh (1995). ”Live Aid Programme”. http://www.herald.co.uk/local_info/live_aid.html#prog. Läst 15 juli 2008.
13. ↑  Information i Svensk mediedatabas (läst 8 april 2011).
14. ↑  MJ Cafe (2008). ”When did Michael buy the Beatles' songs?”. Arkiverad från originalet den 1 juni 2008. https://web.archive.org/web/20080601020857/http://www.mjcafe.net/the%20legend%20speeches%20%26%20faq/b4.htm. Läst 15 juli 2008.
15. ↑  Svensktoppen – En liten historik.
16. ↑  Horisont 1985, Bertmarks förlag, sidan 282 – Svensk rock stödde ANC
17. ↑  ”Forna tiders fildelning”. Svenska Dagbladet. 5 mars 2009. http://www.svd.se/kultur/forna-tiders-fildelning_2739965.svd. Läst 5 november 2014.
18. ↑  Elisabeth Andreassen fansite – Skivhistorik
19. ↑  Morris Day Läst 2023-12-20
20. 1 2  Kikkis största hits Arkiverad 18 mars 2012 hämtat från the Wayback Machine.
21. 1 2  Elisabeth Andreassen fansite – Låthistorik Arkiverad 11 november 2013 hämtat från the Wayback Machine.
22. ↑  Jesse- Johnsons Revue allmusic.  Läst 2023-12-19
23. ↑  Ta Mara & The Seen Läst 2023-12-19
24. ↑  Ray Connelly (2003). ”Stu”. Out-Take Limited. Arkiverad från originalet den 22 februari 2008. https://web.archive.org/web/20080222190116/http://www.out-take.co.uk/ot/ray_connelly.php. Läst 15 juli 2008.
25. ↑  unattributed (1987). ”Rock and Roll Hall of Fame Inductee Ricky Nelson”. Rock and Roll Hall of Fame. http://www.rockhall.com/inductees/ricky-nelson. Läst 15 juli 2008.